# Roberta Marrero Gutiérrez
Roberta Marrero Gutiérrez   (Las Palmas de Gran Canaria, 2 de març de 1972 - Madrid, 17 de maig de 2024) va ser una artista contemporània, cantant i actriu espanyola.

## Biografia
En les seves obres com a il·lustradora, Marrero va mesclar i descontextualitzar imatges populars i va donar lloc a nous significats. Per exemple, en el seu primer llibre publicat, Dictadores (2015), transforma diverses fotografies d'icones del totalitarisme amb imatges relacionades amb la cultura pop. Així exposa a Mao Zedong envoltat de personatges fins que la seva cara ha estat tapada pel cap repetit de Hello Kitty, o presenta un retrat de Francisco Franco maquillat amb un llamp a la cara, a l'estil de David Bowie a la coberta d'Aladine Sane. Amb aquesta publicació, l'artista va afirmar que la seva intenció era: «vandalitzar un missatge feixista i convertir-lo en un altre de llibertat».
En el seu llibre El bebé verde. Infancia, transexualidad y héroes del Pop (Lunwerg 2016), una novel·la gràfica amb pròleg de l'escriptora Virginie Despentes, recopila records de la seva infància i la seva transsexualitat, explicant com la visió del món de diferents artistes, la música pop, la literatura o el cinema la van inspirar, especialment Boy George. Els principals temes en la seva obra són el poder, la mort, la fama, l'amor i la política.
A més d'exposar en galeries com La Fiambrera de Madrid, algunes de les seves obres van ser incloses en exposicions com «David Bowie Is», organitzada pel Victoria and Albert Museum de Londres, o «Piaf» a la Biblioteca Nacional de França. L'actor Joe Dallesandro va triar una de les seves il·lustracions per a unes samarretes d'edició limitada. Marrero va considerar Andy Warhol com la seva principal influència. A més, va beure dels moviments fauvista, expressionista, surrealista, la pintura religiosa catòlica, el Hollywood clàssic i el moviment punk.
Marrero va denunciar el 2016 que una de les seves obres havia estat plagiada en una samarreta de la dissenyadora Vivienne Westwood. Com a música, va publicar dos àlbums de pop electrònic i va ser discjòquei en diverses discoteques.

### Publicacions
- Dictadores. Ediciones Hidroavión, 2015.
- El bebé verde. Lunwerg Editores, 2016.

### Discografia
- A la vanguardia del peligro (2005).
- Claroscuro (2007).[6]

### Filmografia
- Descongélate! (2003), dirigida per Félix Sabroso i Dunia Ayuso.